# Pekachja
Pekachja (Hebreeuws: פקחיה, "JHWH opende zijn ogen") was volgens de Hebreeuwse Bijbel van 738 v.Chr. tot 737 v.Chr. koning van het koninkrijk Israël. Hij was de zoon en opvolger van Menachem. Kort na zijn troonsbestijging werd hij in het paleis van Samaria het slachtoffer van een samenzwering die door zijn generaal Pekach werd geleid (2 Koningen 15:23-26).